# Mastixis polybealis
Mastixis polybealis là một loài bướm đêm trong họ Noctuidae.